# United States Postal Service
Der United States Postal Service (USPS) ist eine unabhängige Behörde der Vereinigten Staaten. Sie nimmt die Aufgaben eines staatlichen Konzerns wahr, der Postdienstleistungen anbietet und auf bestimmte Postdienstleistungen ein Monopol besitzt. Der Hauptsitz befindet sich in Washington, D.C. Er beschäftigt rund 550.000 Arbeitnehmer.
Der USPS wurde 1775 aufgrund eines Dekrete des zweiten Kontinentalkongresses durch Benjamin Franklin gegründet. Von 1792 bis 1971 hatte ihr Leiter, der United States Postmaster General, einen Ministerrang inne und war Mitglied der Bundesregierung.

## Geschichte

Siegel bzw. Logo des United States Department of the Post Office vor der Gründung der USPS

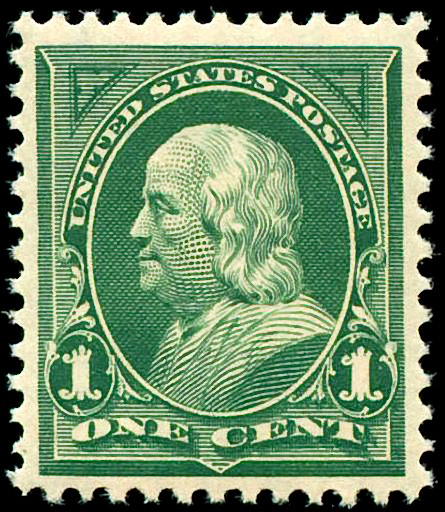
Benjamin Franklin, Gründer des United States Postal Service (1898)

### Vorgeschichte
Über die Post der ersten Siedler in Amerika bis 1693 ist nur wenig bekannt.
Im Jahr 1639 wurde der Bürger Richard Fairbanks von der Regierungsbehörde in Boston, Massachusetts mit der Zustellung und Beförderung von Briefen beauftragt. Für jeden Brief erhielt er einen Penny.
Unter britischer Kolonialverwaltung verfügte am 10. Dezember 1672 der Gouverneur der New York-Kolonie eine monatlich zwischen New York und Boston verkehrende Postverbindung. Die Poststücke erhielten handschriftliche Aufgabevermerke. In New York und anderen Orten wurde ab 1756 ein- bzw. zweizeilige Ortsstempel eingeführt und Datumstempel verwendet. Es entstanden Postverbindungen zwischen New York, Philadelphia, Boston und Portsmouth, wobei Reiter unregelmäßig den Verkehr übernahmen. Ein Brief von New York nach Boston kostete damals 9 Pence.
Nachfolger von Fairbanks in Boston, Massachusetts wurde 1677 Hayward. Er wurde der erste wirkliche „Postmaster“ und seine Amtsstube im Stadthaus das erste Post-Office.
1683 richtete William Penn in Philadelphia eine Postanstalt mit wöchentlichen Postverbindungen in die Umgegend ein. In Virginia war die Weiterbeförderung der Briefbeutel in der zweiten Hälfte des 17. Jahrhunderts eine Gemeinpflicht, ein Siedler hatte die Post mit Boten zum nächsten zu senden. Versuche ein geordnetes Postwesen zu schaffen blieben in ihrem Umfang begrenzt und unzusammenhängend.
Der Aufbau einer Zentralen Postorganisation begann am 17. Februar 1691, als die britische Regierung das ausschließliche Recht zur Ausübung des Postdienstes in den nordamerikanischen Kolonien auf 21 Jahre Thomas Neale übertrug. Neale war Chef der königlichen Münze in London. Es wurden Postgesetze erlassen und damit das Briefporto festgelegt. Es wurde angestrebt in jeder Stadt in Massachusetts und Virginia und den andern Kolonien Postanstalten einzurichten. Neale ernannte 1692 den Gouverneur von New Jersey Andrew Hamilton zum amerikanischen und westindischen Generalpostmeister mit dem Auftrage regelmäßige Posten in der Kolonie einzurichten. Hamilton gebührt das Verdienst, die Poststrecke Portsmouth–Philadelphia am 1. Mai 1691 eingerichtet und unter großen Schwierigkeiten aufrechterhalten zu haben.
Durch das große Postgesetz der Königin Anna aus dem Jahr 1710 wurde die amerikanische Post von der englischen Krone übernommen. Benjamin Franklin, der von 1753 bis 1774 Deputy Postmaster-General der Neu England-Staaten und ein ebenso ausgezeichneter Erfinder wie Staatsmann war, führte u. a. eine Penny Post für Ortsbriefe ein. So gab es „Spaulding’s Penny Post“ zwischen 1847 und 1850 in Buffalo und New York. In Baltimore, Maryland trug die Davis’ Penny Post für einige Wochen 1856 Post aus.
Im Jahr 1763 brauchte man für die 475 Meilen von New York nach Buffalo 4 Tage, für die 400 Meilen von London nach Edinburgh 7 Tage. Dabei fuhren die Postkutschen in Amerika grundsätzlich nie Nachts. Das Landstraßensystem war gut ausgebaut.
Im Juni 1773 wurden Briefe von Thomas Hutchinson an die britische Regierung, in denen der Gouverneur von Massachusetts auf mehr Truppen zur Unterdrückung örtlicher Rebellen drängte, von einer Zeitung in Boston veröffentlicht. Im Dezember 1773 bekannte sich Benjamin Franklin, die Briefe unter Rebellen verteilt zu haben. Im Januar 1774 wurde Franklin wegen „schädlicher Aktivitäten“ entlassen und abgelöst.

### Postwertzeichen

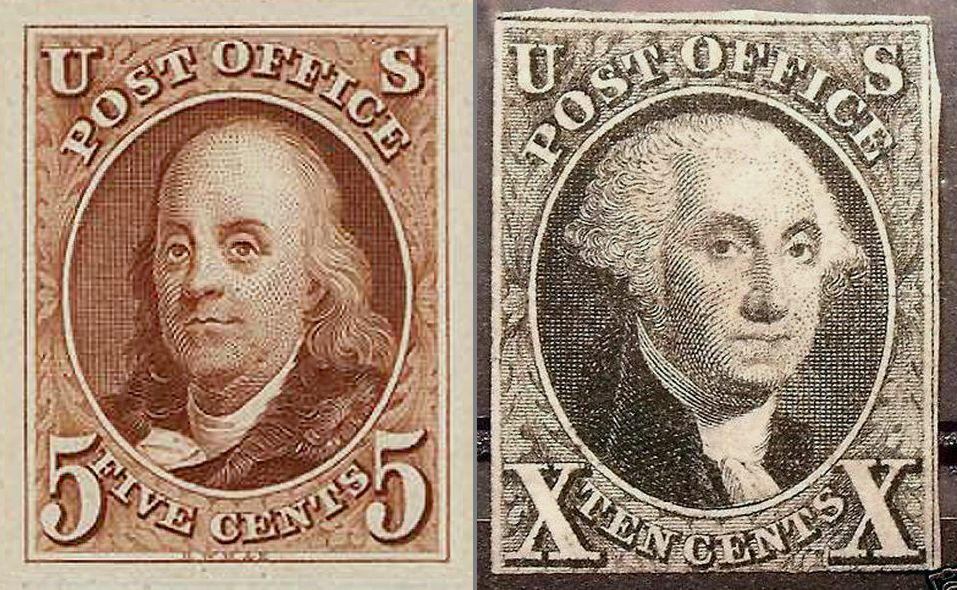
Die ersten beiden Briefmarken der USA (1847)

Die Einführung von Briefmarken in Großbritannien im Jahr 1840 stieß auch in den USA auf großes Interesse. Ein privater Dienstleister, Alexander M. Greig in New York City, errichtete am 1. Februar 1842 eine „City Despatch Post“. Er verausgabte eigene Briefmarken, die das Porträt von George Washington zeigten. Schon wenige Monate nach der Gründung seiner Firma verkaufte Greig diese an die US-Regierung und die Post trug nun den Namen „United States City Despatch Post“. Die Regierung übernahm den Postdienst am 16. August 1842.
Die „Act of Congress“ vom 3. März 1845, die am 1. Juli 1845 in Kraft trat, verfügte einheitliche Gebühren für das ganze Staatsgebiet mit 5 Cent für Entfernungen von weniger als 500 km. Erst 1847 erlaubte der Kongress die Herstellung von Briefmarken, so dass die Postmeister meist ihre eigenen Provisorien herstellten (siehe Postmeistermarken).
Am 1. Juli 1847 wurden, auf Grund eines Kongressbeschlusses, die ersten Freimarken zu 5 und X (10) Cent ausgegeben. Sie zeigen das Bild von Benjamin Franklin und George Washington und der Inschrift „Post Office“. 1851 kam eine weitere Serie von Briefmarken zu 1, 3, 5, X und 12 Cent und der Inschrift „U. S. Postage“ heraus, wieder mit Bildern von Präsidenten. Diese Marken mussten noch mit einer Schere aus dem Bogen geschnitten werden. Ab 1875 wurden diese Marken perforiert. Als Ergänzungswerte, nur mit einer Perforation versehen, kamen die Werte zu 24, 30 und 90 Cent hinzu.
Anfangs wurden die meisten der Briefe noch bar frankiert. Bis zum 1. Januar 1856, als die Verwendung der Postwertzeichen vorgeschrieben wurde.
Ebenfalls 1847 schloss die amerikanische Postverwaltung den ersten Vertrag mit einer fremden Regierung – Bremen – über den Austausch von Posten ab. Am 1. Dezember 1851 waren 16 posteigene Dampfer und vier weitere gecharterte im Dienst.
Für 1854 wird gemeldet, dass, statistisch gesehen, 1.000 Amerikaner 4.121 Briefe schrieben, in Großbritannien waren es 14.760 Briefe.
Die Beförderung der Briefpost („Mail“) war durch Verträge mit Privatunternehmern, oder Eisenbahn- und Dampfschiffahrts-Compagnien verpachtet.
Der Pony-Express war ein nach der Initiative von William Hepburn Russell als Reiterstafette organisierter Postbeförderungsdienst in den Vereinigten Staaten. Er war für einige Zeit die schnellste Postverbindung in Nordamerika.
Das Post-Regale wurde in sehr beschränktem Umfange ausgeübt. Die Personen-Beförderung, Pakete über 4 Pfund, Geld oder Wertsendungen waren Privatfirmen überlassen. Alle Eisenbahnstrecken und alle Schiffsrouten galten nach einem Gesetz von 1853 als Poststraßen. Auf ihnen durfte nur die Postverwaltung Briefe und Zeitungen befördern. Dies galt auch im internationalen Schiffsverkehr. Die nicht vertragsgebundenen Kapitäne erhielten für jeden Brief aus dem Ausland 2 Cent, aus dem Inland 1 Cent vergütet. Für sie galt dann doppeltes Inlandporto.

### Postpaketdienst
Die Paketpost-Konferenz in Paris führten am 3. November 1880 zum Abschluss eines Postpaketabkommens, dem 19 Länder beitraten und am 1. Oktober 1881 in Kraft trat. Als Postpakete bezeichnet man die Pakete, die auf Grund des Postpaketabkommens, eines Nebenabkommens des Weltpostvereins, zur Versendung gelangen. Seit dem 11. September 1899 nahmen die USA an diesem internationalen Paketabkommen teil.
Am 1. Januar 1913 kam es zur Einrichtung eines Postpaketdienstes innerhalb der Vereinigten Staaten. Es wurden 12 Postwertzeichen mit verschiedenen Motiven und der Inschrift „U.S. PARCEL POST“ eingeführt. 1928 folgten weitere vier Marken in Ziffernzeichnung mit der Inschrift „SPECIAL HANDLING“. Für die amerikanischen Soldaten im Ausland kam 1968 eine Marke zu 1 $ mit der Inschrift „AIRLIFT“ heraus. Neben den Paketmarken gab es eine Serie von fünf Nachportomarken mit der Inschrift „U.S. PARCEL POST / POSTAGE DUE“.
Vorher hatte sich die Post der Vereinigten Staaten mit der Beförderung von Postpaketen nur im Verkehr mit fremden Ländern befasst. Im inneren Verkehr konnten Handelswaren usw. nur bis 4 Pfund (1 Pfund = 16 Unzen = 453,6 g), vor 1863 nur bis 3 Pfund mit der Briefpost versandt werden. Die Paketbeförderung besorgten schon seit 1839 Frachtgesellschaften, die Express Companies, von denen jede vertragsmäßig auf bestimmten Eisenbahnlinien das ausschließliche Recht der Eilgutbeförderung hatte und die Gebühren nach Belieben erhöhen konnte. Aus der Vormachtstellung der Express Companies, die von jeher die Zulassung von Postpaketen bekämpften, wird die späte Einführung dieses Dienstzweiges erklärlich.

### Neuzeit

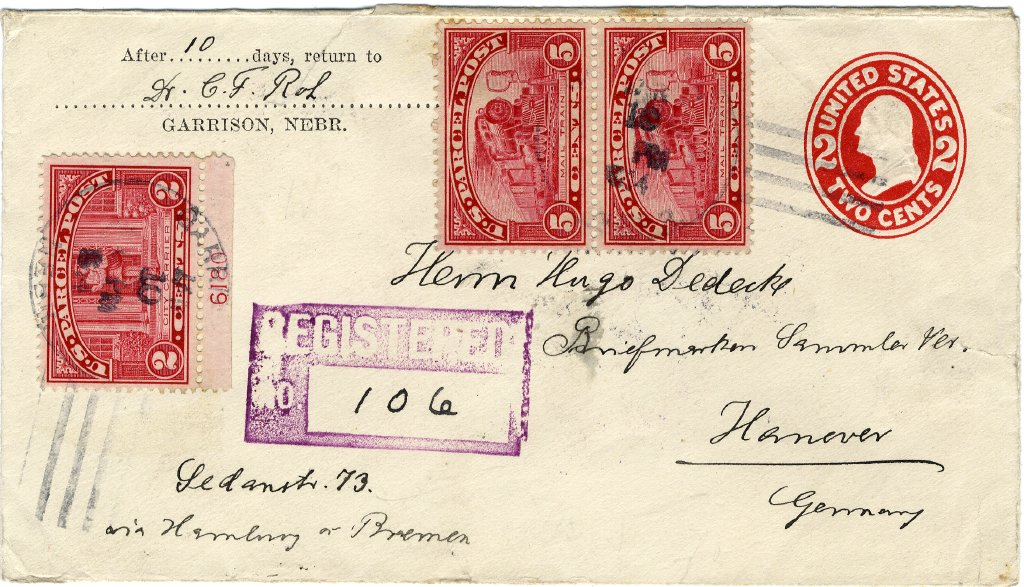
Ganzsache als Paketkarte für ein eingeschriebenes Paket aus Nebraska (1914)

Nach dem Zweiten Weltkrieg gab es zahlreiche Sondermarken, was zu einer Fülle von Ausgaben führte. Die ersten selbstklebenden Marken erschienen zu Weihnachten 1974. Sie waren nicht sonderlich erfolgreich. Das seit 1933 gültige 3-Cent-Standardporto für die 1. Klasse wurde 1958 auf 4 Cent heraufgesetzt, bis es am 12. Mai 2008 auf 42 Cent angestiegen war.
Im Jahr 1971 wurde die Postverwaltung reorganisiert und zum United States Postal Service umbenannt.
Der United States Postal Service ist seit dem 1. Juli 1875 Mitglied im Weltpostverein.
Die Zahl der Briefe geht in den Vereinigten Staaten wie auch in anderen Ländern besonders wegen der zunehmenden Bedeutung von E-Mails stark zurück. Dies führte bei der US-Post bereits zwischen 2001 und 2011 zu einer Reduzierung des Personals von 800.000 auf 600.000. Im Sommer 2011 wurde bekannt, dass die US-Post kurz vor der Insolvenz steht. Sie fordert vom Parlament die Erlaubnis, sich von über 100.000 Mitarbeitern trennen zu dürfen.

## Postdienstleistungen

### Domestic Mail
Die Inlandssendungen (Domestic Mail) beinhalten eine Montags- bis Samstagszustellung (mit Ausnahme an bundesweiten Feiertagen) an jede gewünschte Adresse, Postfach (P.O. Box) oder den allgemeinen Lieferbedingungen der Post in den Vereinigten Staaten oder in irgendeiner Feldpost (U.S. military mail destination).
Seit dem 1. Mai 2007 sind folgende Portogebühren für Privatkunden (low-volume mailers) festgelegt:
- Express Mail – Zustellung innerhalb einer Nacht[9]
  - Sonn- und Feiertagszustellung gegen Aufpreis verfügbar.
  - Sendung ist entgeltfrei bis zu 100 $ versichert.
  - Flat Rate Umschläge und Boxen (in verschiedenen Größen) zur Verfügung. Andernfalls variable Mengen nach Gewicht, Größe und Postleitzahl.
- Priority Mail – Zustellung in 2 bis 3 Werktagen[9]
  - Flat Rate Umschläge und Boxen (in verschiedenen Größen) zur Verfügung. Andernfalls variable Mengen nach Gewicht, Größe und Postleitzahl.
- First Class Mail – Normale Zustellung[9][10]
  - Zustellung innerhalb von 2 bis 3 Tagen für Briefe und kleine Pakete.
  - Pauschale je nach Größe und Gewicht:
    - Postkarten (zu 5 × 3.5 Zoll) – 28¢
    - Briefe (zu 11.5 × 6.125 Zoll) – 44¢
    - Großsendungen (zu 15 × 12 Zoll) – 88¢ Sendung muss rechteckig sein, gleichmäßig dick und nicht zu starr.
    - Paket/Päckchen (Bis zu 108 Zoll Länge + Breite) – 1,13 $
- Parcel Post
  - Langsamste aber preisgünstige Methode, um Pakete im Inland zu versenden – nutzt Landverkehr
  - Versanddauer: 2–9 Tage in den USA, 4–14 Tage in internen AK/HI/Gebieten, 3–6 Wochen zwischen dem Festland und in abgelegenen Gebieten (Reise mit dem Schiff).[9]
  - Variable Mengen nach Gewicht und Postleitzahl.
  - Kostenlose Weiterleitung, wenn Absender Adressänderung eingereicht hat, und Zurücksendung, wenn die Sendung nicht zustellbar ist.
  - Die USPS ist nicht beliebt für Paketsendungen im Inland, stattdessen werden häufiger die Konkurrenten DHL, UPS und FedEx eingesetzt.

### Internationale Versandoptionen
- Global Express Guaranteed ® (GXG) – Zustellung in 1–3 Werktagen – Preis: 35$-905$[10]
  - Sendung ist kostenlos bis zu 100 $ versichert. (Geld-Zurück-Garantie)
  - Wird kostenlos abgeholt durch Verträger
  - 10 % Online-Rabatt
  - Die GXG-Sendungen werden außerhalb der USA von der FedEx weiterverarbeitet und zugestellt[10]
- Express Mail International (EMI) – Zustellung in 3–5 Werktagen – Preis: 25$-393$[10]
  - Sendungsverfolgung (Tracking & Tracing)
  - Sendung ist kostenlos bis zu 100 $ versichert. (Geld-Zurück-Garantie)
  - Wird kostenlos Abgeholt durch Verträger
  - Flat-Rate-Umschläge und Boxen (in verschiedenen Größen) zur Verfügung.
  - 8 % Online-Rabatt
- Priority Mail International (PMI) – Zustellung in 6–10 Werktagen – Preis: 20$-393$[10]
  - Kostenlose Versicherung
  - Wird kostenlos Abgeholt durch Verträger
  - Flat-Rate-Umschläge und Boxen (in verschiedenen Größen) zur Verfügung.
  - Optional als Einschreiben mit Versicherung (Registered Mail™)
  - 5 % Online-Rabatt
- First-Class Mail International – Normale Zustellung[10]
  - Eine kostengünstige Möglichkeit, Sendungen unter 4 Pfund zu verschicken, in über 190 Ländern weltweit.
  - Pauschale je nach Größe und Gewicht:[10]
    - Postkarten (zu 5 × 3.5 Zoll) – 75¢–98¢
    - Briefe (zu 11.5 × 6.125 Zoll) – 75¢–3,32$
    - Großsendungen (zu 15 × 12 Zoll) – 1,03$–30,15$
    - Päckchen (Bis zu 108 Zoll Länge + Breite) – 1,23$–30.35$

### Bulk mail
Es stehen Ermäßigungen für Massensendungen (Bulk mails) zur Verfügung. Je nach Portoebene müssen bestimmte Bedingungen eingehalten werden. Bei Auswahl von optionalen Flats besteht zusätzlicher Rabatt:
- Mindestanzahl an Sendungen
- Gewichtslimits
- Fähigkeit für den Durchlauf durch die Verarbeitungsmaschinen der USPS
- Standardisierte Adressformatierung
- Vorgedruckter lesbarer POSTNET bzw. Zielcode
- Sortiert nach 3-stelligem ZIP-Präfix, 5-stelligen ZIP-Codes, ZIP +4Code oder 11-stelliger Abgabestelle
- In Schalen, Bündel oder Paletten partitioniert
- Geliefert direkt an einem regionalen Bulk-Mail-Center, am Bestimmungsort (SCF) oder Post Office des Zielortes
- Zertifizierung als frischer und genauer Massensender (z. B. richtige Postleitzahlen, Erneuerung der veralteten Adressen, richtige Bearbeitung von Change-of-address-Mitteilungen)

Neben Mengenrabatte auf Express, Priority, und First Class Mail Sendungen stehen außerdem noch folgende Portooptionen zur Verfügung:
- Periodika
- Standard Mail (A)
  - Automatisierung
  - Erweiterte Träger Route
  - Regulär
- Standard mail (B)
  - Postpaket
  - Gebündelte Drucksache – Billiger als Media Mails, Bücher-Sendungen und Telefonbücher etc. (bis zu 15 Pfund)
  - Sendungen von Non-Profit-Organisationen

### Feldpost

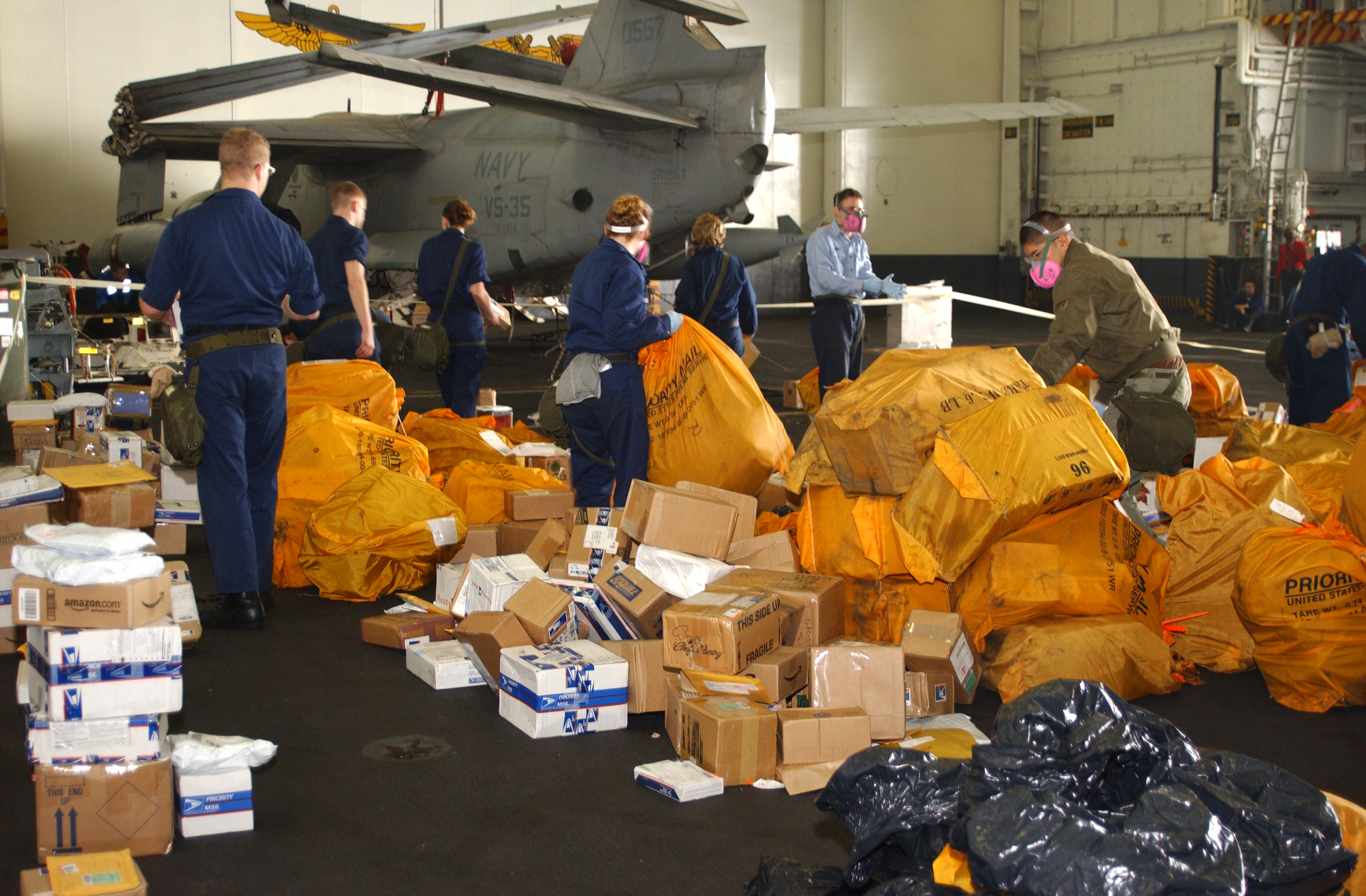
Feldpostbeamte entladen die Postsendungen auf der Abraham Lincoln

Die US-Feldpost verbindet die Truppe sowohl mit der Heimat als auch die Truppen untereinander. Die Postversorgung der im Einsatz befindlichen Einheiten wird durch speziell ausgebildete Soldaten unter der Bezeichnung Feldpostbeamter ausgeübt. Der USPS unterhält gemeinsam mit dem Verteidigungsministerium folgende Feldposten:
- Army/Air Force Post Office (APO) – Posteinrichtungen für die Army und die Luftwaffe
- Fleet Post Office (FPO) – Posteinrichtungen für die Marine und Küstenwache
- Diplomatic Post Office (DPO) – Posteinrichtungen für die amerikanischen Botschaften

## Sortierungs- und Zustellungsprozess

### Adressierung

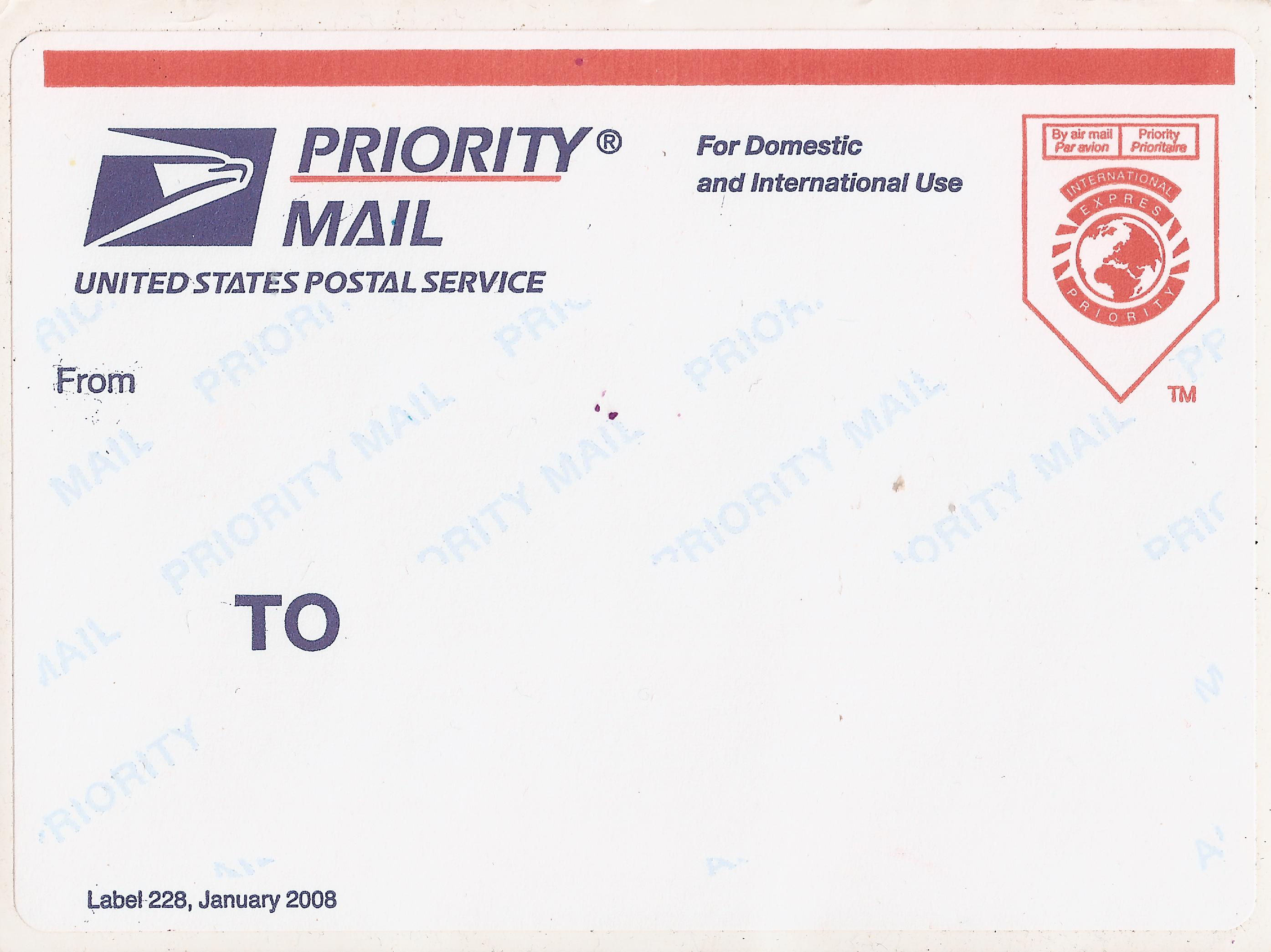
Umschlag des United States Postal Service (2008)

Für jede Sendung innerhalb der Vereinigten Staaten fordert die USPS folgende Informationen auf dem Umschlag:
1. Adresse des Empfängers: In der Mitte der Vorderseite des Umschlages und ein ZIP+4 Code für eine erleichterte Lieferung.
2. Adresse des Absenders: Die Angabe ist optional (aber dringend empfohlen). Dies ist die Adresse zum Zurücksenden, falls der Empfänger die Sendung nicht annimmt oder ggf. die Sendung falsch adressiert wurde. Es wird normalerweise in der linken oberen Ecke platziert oder gelegentlich auf der Rückseite.
3. Gültiges Porto: Jede Sendung muss einen Hinweis enthalten, dass das Porto (U.S. Postage) gezahlt worden ist. In den meisten Fällen stellt die Briefmarke dies dar.

Die Adresse wird wie folgt formatiert
Zeile 1: Name des Empfängers
Zeile 2: Hausnummer + Straße oder Postfach
Zeile 3: Ort + Bundesstaat-Kürzel (nach ISO 3166-2:US oder Feldpost-Code) und ZIP-Code
Beispiel
John Q. Public
19333 Vallco Parkway
Cupertino, CA 95014-2506
Die USPS unterhält ein Online-Tool zum Finden der richtigen Postleitzahl (Zip Code).

### Postleitzahl
Der ZIP-Code ist der Postleitzahlen-Code der Vereinigten Staaten. Es handelt sich dabei um einen ursprünglich (1963) 5-stelligen Code, der später (1983) um 4 Stellen erweitert wurde. Aufgrund der Tatsache, dass die ZIP-Code-Erweiterung bei den Postkunden auf Widerstand gestoßen ist, wird der 4-stellige Zusatz heutzutage nicht mehr verlangt. Jede der etwa 30.000 Poststellen hat dabei eine eigene Nummer. Die niedrigste Nummer liegt an der Ostküste – 01001 in Agawam, Massachusetts – und die höchste liegt im Westen – 99950 für Ketchikan, Alaska.

### Zustellung
In den Vereinigten Staaten ist die offizielle Bezeichnung für einen Briefträger „letter carrier“.
Es gibt drei Arten von Briefträgern: city letter carriers, welche von der National Association of letter carriers vertreten werden; Rural letter carriers, welche von der National Rural Letter Carriers' Association vertreten werden und Highway Contract Route carriers, die unabhängige Vertragspartner sind.

### Posteinrichtungen

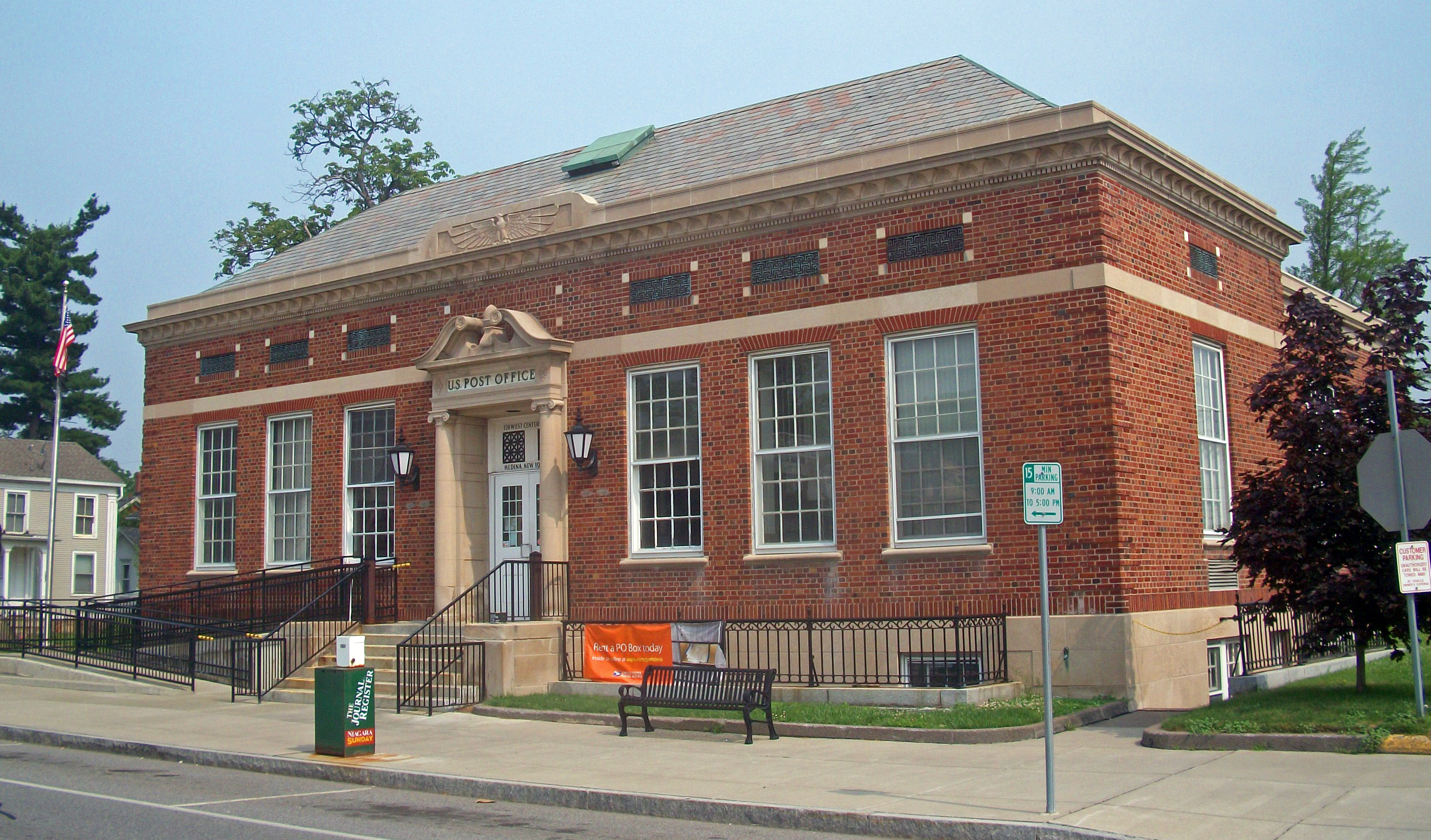
Eine typische Poststelle (post office station) in Medina, New York

Jedes Postamt schreibt die jeweilige Postleitzahl über oder neben den Haupteingang. Obwohl im Volksmund immer Poststelle genannt, gibt es verschiedene Arten von USPS-Posteinrichtungen, darunter die folgenden:
- Das main post office (früher: General Post Office) ist die primäre Postanlage in der Gemeinschaft.
- Die station oder post office station.
- Die branch oder post office branch.
- Das bulk mail center (BMC), ein Knotenpunkt für Massensendungen.
- Die classified unit.
- Die contract postal unit (oder CPU).[13]
- Das community post office (oder CPO).
- Die finance unit, eine Zweigstelle mit Schalterbetrieb, die Briefe entgegennimmt, aber nicht ausliefert.
- Das processing and distribution center (P&DC, oder processing and distribution facility, früher General Mail Facility),[14]
- Das international service center (ISC) ist ein Knotenpunkt für internationale Sendungen, davon gibt es je einen in Chicago, New York, Miami, Los Angeles und San Francisco.[15]
- Die sectional center facility (SCF).
- Die auxiliary sorting facility (ASF).
- Das remote encoding center (REC).

### Evolutionary Network Development Programm
Die USPS hat 2006 angekündigt, dass sie die neun bestehenden Anlage-Typen durch fünf neue Aufbereitungsanlagen-Typen ersetzen werden gemäß dem Evolutionary Network Development Programm (END):
- Regional Distribution Centers (RDC), die alle Arten von Paketen und Briefen verarbeiten und Surface Transfer Centers dienen;
- Local Processing Centers (LPCs), die einteilige Briefe vom Sendungsprozess sortieren;
- Destination Processing Centers (DPC), sortiert die Post für die einzelnen Briefträger;
- Airport Transfer Centers (ATCs), Übergabepunkt für die Luftpost;
- Remote Encoding Centers (REC).

### Automated Postal Centers

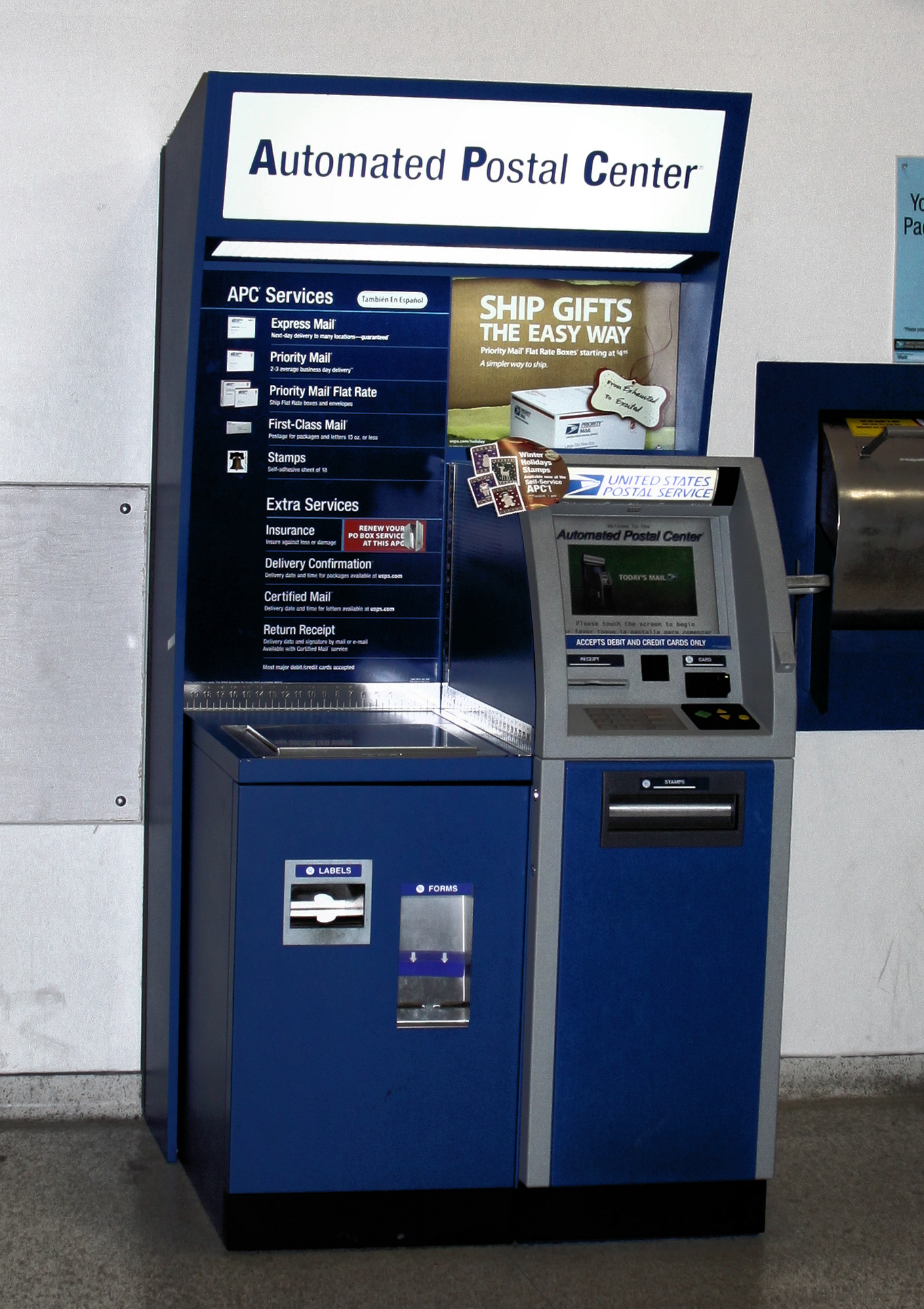
Ein APC Kiosk im Main Post Office von Webster, Texas

Im Jahr 2004 begann die USPS mit der Bereitstellung der Automated Postal Centers (APC). APCs sind Automaten, die in Lage sind, Sendungen zu wiegen, entsprechend zu frankieren und sie anschließend für eine spätere Abholung zu lagern. Außerdem werden Briefmarken für den inländischen und internationalen Versand verkauft.
In einer Versuchphase zwischen dem 23. August 1989 bis zum 7. Mai 1990 waren in Kensington und Washington jeweils zwei Ausgabegeräte der Firma Autopost aufgestellt. Die Geräte hatten eine eingebaute Waage und einen Portorechner, programmiert auf die Inlandsgebühren für Briefe und für Pakete. Neben der Landesbezeichnung und Wertangabe enthielten die ausgedruckten ATM eine Vielzahl weiterer Angaben.
Für Priority-Sendungen über 11 Unzen und Paketsendungen gab es ATM, bei der anstelle des Schriftzuges „USA“ die vom Kunden über den Bildschirm eingegebene Postleitzahl des Empfangspostamtes sowohl in Ziffern als auch als Strich-Code ausgedruckt wurden. Der größte Teil aller gedruckten Autopost-ATM stammt von der Versandstelle, alle mit Druckdatum vom Ersttag. Automatenmarken waren den üblichen Postwertzeichen gleichgestellt und im ganzen Lande gültig.
Zum Weltpostkongress in Washington von 1989 waren zwei weitere Automaten im Einsatz, die ATM mit den speziellen Standort-Kennungen 11 und 12 abgaben. Brief vom Weltpostkongress mit ATM No.11 und dem für dieses Gerät besonderen Reklamefeld „Developed by Technology Resource Department“.
Im Jahr 1992 kam es zu einem erneuten Betriebsversuch mit insgesamt 30 Wertzeichendruckern des Herstellers Gard. Die Geräte waren wiederum aufwendig mit Waage und Portorechner ausgestattet, das Erscheinungsbild wurde auf ein Minimum reduziert. Wertangabe in Schreibmaschinen-ähnlichem Schriftbild auf kleinen waagerecht gezähnten Vordrucken, die ansonsten nur das kleine Amerikanische Staatswappen zeigen.
Ein weiterer Versuch mit 15 Wertzeichendruckern des US-Herstellers Unisys mit wesentlich verbessertem Druckwerk. Die neuen ATM hatten eine geänderte Zähnung, ein anderes Schriftbild und ein geändertes Staatswappen, mit Plattennummer A11 auf jeder 24. Mark.
Zwischen 1999 und 2001 kamen selbstklebende Automatenmarken in verschiedenen Mustern, die vom äußeren Erscheinungsbild eher Freistempeln entsprachen (mit eingedrucktem Datum und Barcode) zur Verwendung.

## POSTNET
| Wert | Codierung |
| ---- | --------- |
| 1    |           |
| 2    |           |
| 3    |           |
| 4    |           |
| 5    |           |
| 6    |           |
| 7    |           |
| 8    |           |
| 9    |           |
| 0    |           |

POSTNET (kurz für Postal Numeric Encoding Technique) wird der Strichcode bezeichnet, den der United States Postal Service auf Briefe und Postkarten druckt. Der Strichcode wird im ersten durchlaufenen Briefzentrum auf die Sendung aufgebracht. Damit wird eine schnellere maschinelle Weiterleitung und Sortierung ermöglicht.
Der ZIP-Code bzw. der ZIP+4-Code ist in Halb- und/oder Ganzbalken angegeben. Wobei üblicherweise die letzten beiden Ziffern der Adresse oder der Postfachnummer angegeben werden, oftmals wird auch der Übergangspunkt angegeben. Der Strichcode beginnt und endet mit einem ganzen Balken und hat eine Prüfziffer nach dem ZIP-Code oder dem Übergabepunkt.
Es gibt 4 Arten, wie der POSTNET Strichcode verwendet wird:
- Der 5-stellige (inkl. Prüfziffer) Strichcode, der nur den grundlegenden ZIP-Code hat, wird als A-Code bezeichnet. Insgesamt 32 Strichcodebalken.
- Der 6-stellige (inkl. Prüfziffer) Strichcode enthält die letzten 2 Ziffern des ZIP-Codes oder die letzten 4 Ziffern des ZIP+4-Codes. Bezeichnet wird er als B-Code mit insgesamt 37 Strichcodebalken.
- Der 9-stellige (inkl. Prüfziffer) Strichcode enthält den ganzen ZIP-Code bzw. den ganzen ZIP+4-Code. Bezeichnet wird er als C-Code mit insgesamt 52 Strichcodebalken.
- Der 11-stellige (inkl. Prüfziffer) Strichcode enthält den ganzen ZIP-Code bzw. den ganzen ZIP+4 Code und den Übergangspunkt. Bezeichnet wird er als DPBC-Code (Delivery Point Bar Code / Übergangspunkt-Strichcode) mit insgesamt 62 Strichcodebalken. Seit 2005 wird dieser Strichcode am meisten verwendet, es ermöglicht dem Post Office, die Sendungen im Übergabepunkt in der richtigen Reihenfolge zu sortieren.

Der POSTNET-Strichcode wird allmählich in Ruhestand versetzt, er wird vollständig vom Intelligent Mail Barcode (IM-Barcode) ersetzt werden. Der Intelligent Mail Barcode vereint alle bisherigen Strichcodes und Kennzeichnungen in einem Barcode. Der IM-Barcode sollte ursprünglich Anfang Mai 2011 eingeführt werden, jedoch verschob der United States Postal Service dies, so erhalten Postkunden immer noch Sendungen mit dem POSTNET-Strichcode seit dem Stichtag im Mai 2011.
Beispiel
Um den ZIP+4-Code 55555-1237 zu codieren, wird noch die Prüfziffer 2 angehängt, somit er gibt sich die Zahlenfolge 5555512372 welche als Strichcode wie folgt aussieht.

## Postkontrolle
Die Kontrolle der Postsendungen übernimmt der United States Postal Inspection Service (USPIS), der eine mit Polizeibefugnissen versehene Behörde des USPS ist. Die Bundesbehörde wurde 1772 gegründet. Ihre Aufgabe ist die Kriminalitätsbekämpfung und -prävention im Zusammenhang mit Missbrauch der Post, dem Postsystem und den Mitarbeitern.
Die Behörde mit Sitz in Washington, D.C. hat 4.000 Mitarbeiter, davon sind 2.000 Ermittlungsbeamte. Behördenleiter ist ein Acting Chief Postal Inspector, seit März 2019 Gary R. Barksdale. Das derzeitige Motto lautet „Preserving the Trust“.
Im Juni 2013 wurde ein nach den Anthrax-Anschlägen im Jahr 2001 eingeführtes Programm zur Massenüberwachung öffentlich bekannt, das Mail Isolation Control and Tracking Programm. Dabei fotografieren Computer das Äußere aller Papierpostsendungen, die in den Vereinigten Staaten von Amerika verarbeitet werden und überführen die Daten mittels OCR in Klarschrift – im Jahr 2012 etwa 160 Milliarden Stück. Diese gesammelten Informationen (Metadaten) ermöglichen, auf Wunsch von Strafverfolgungsbehörden nachträglich postalische Korrespondenz nachzuverfolgen.

## Fahrzeugflotte
Die USPS betreibt mit 260.000 Fahrzeugen den größten zivilen Fuhrpark. Gewöhnliche USPS-Fahrzeuge führen keine Kfz-Kennzeichen, sofern sie im Inland eingesetzt sind, sondern tragen sichtbar interne Nummern.
In manchen Gegenden werden auch rechtsgelenkte Fahrzeuge eingesetzt, um die Post direkt aus dem Wagenfenster in den Briefkasten legen zu können.

### Ehemalige und auslaufende Fahrzeugflotte

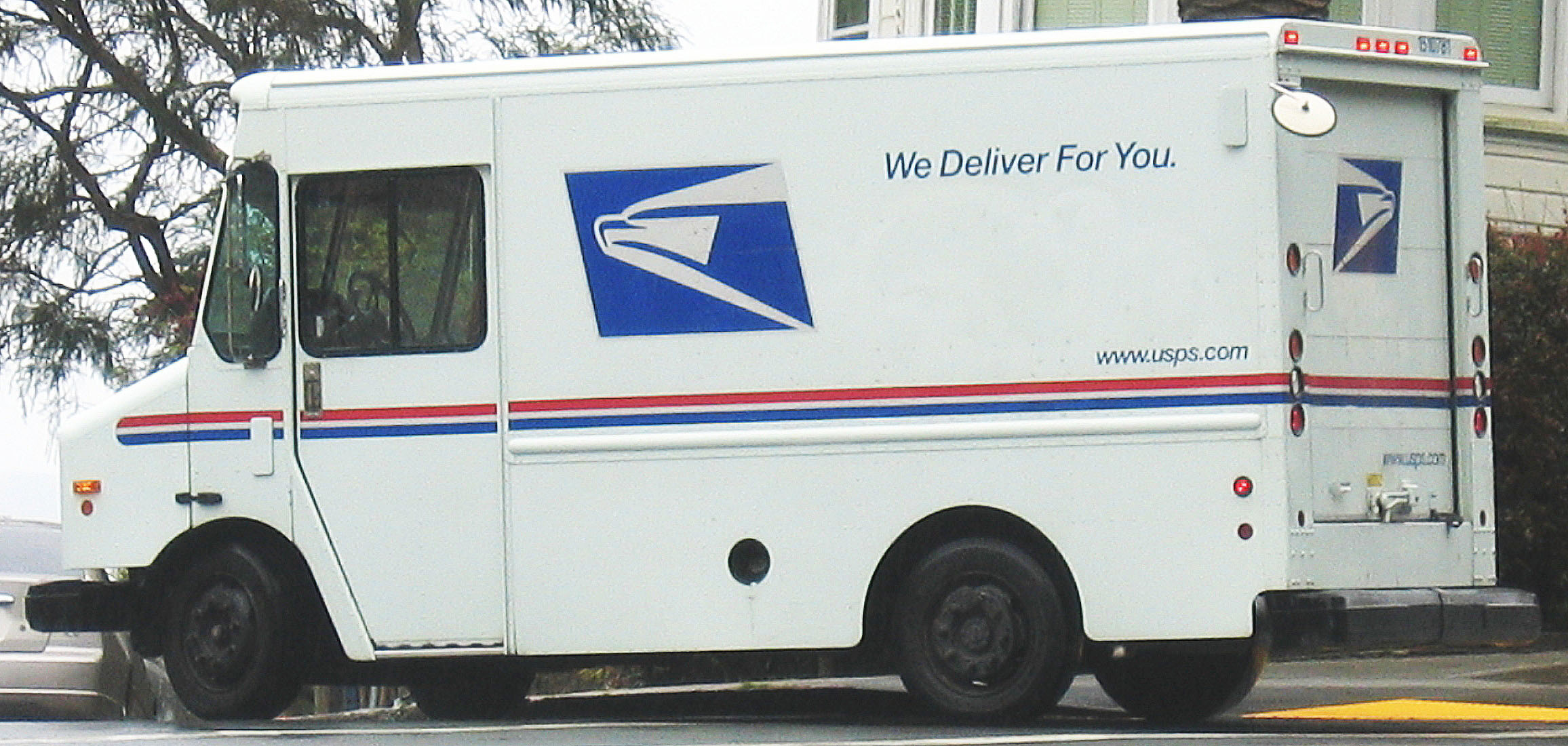
Ein typischer Lieferwagen des USPS
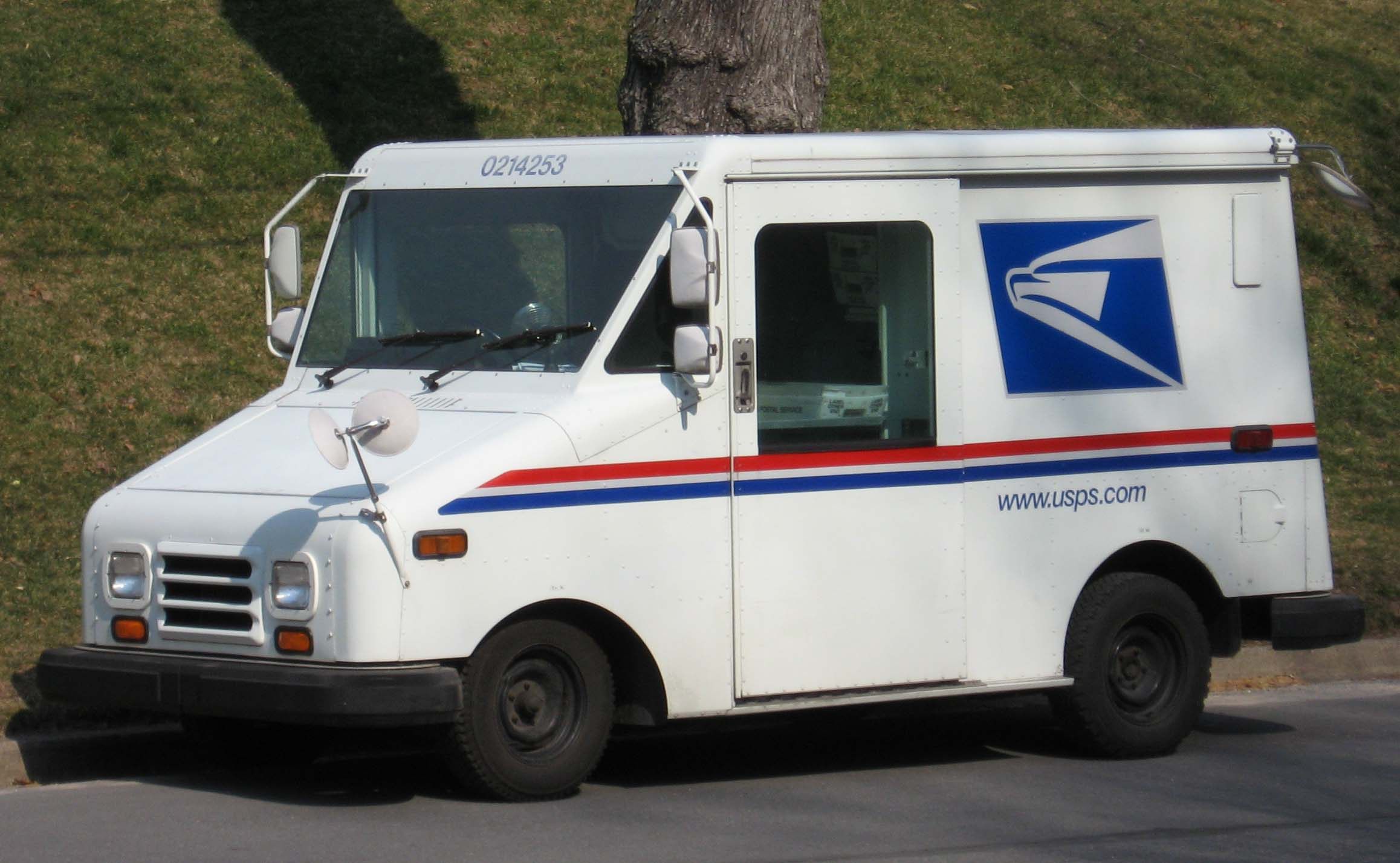
Ein Grumman LLV
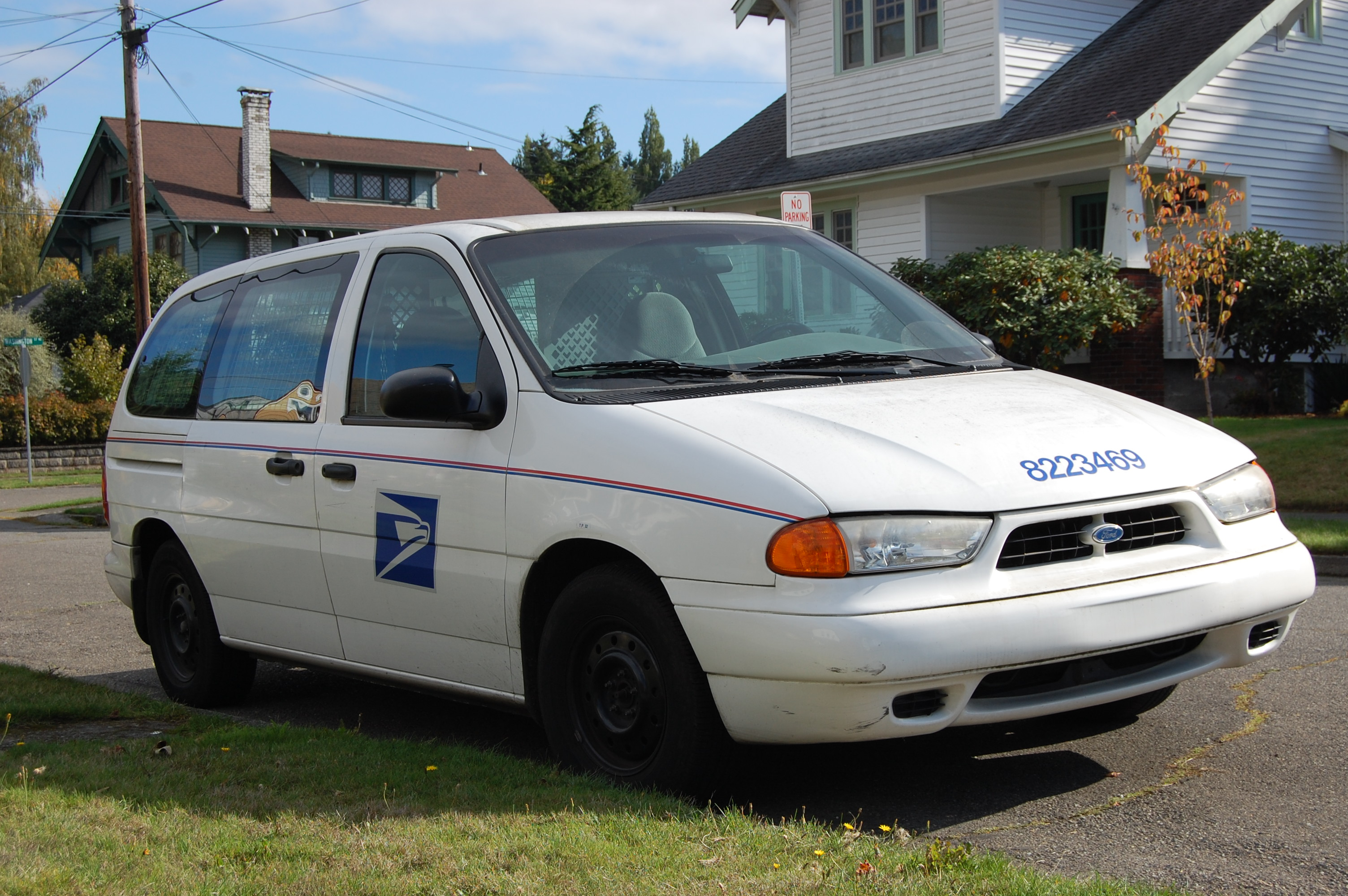
Ein Ford Windstar
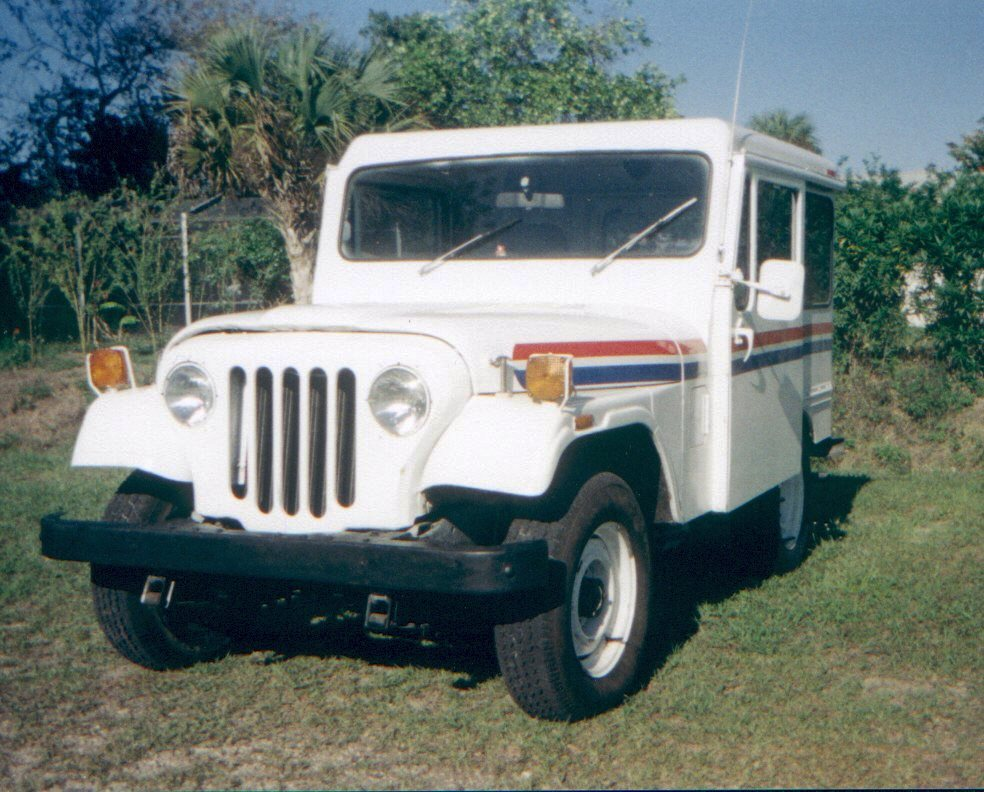
Ein Jeep Wrangler
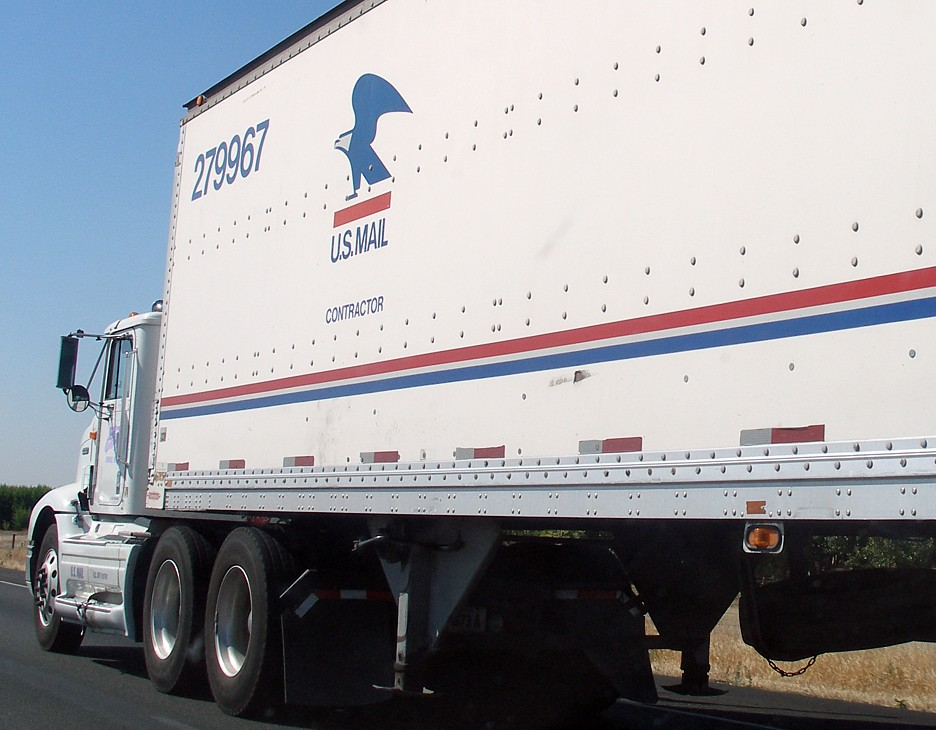
Ein LKW-Sattelzug an der Interstate 5
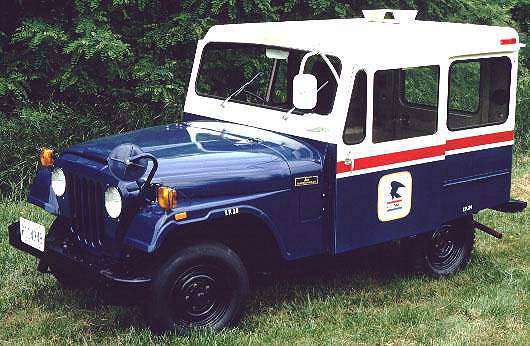
Ein Jeep DJ (1975; nicht mehr verwendet)

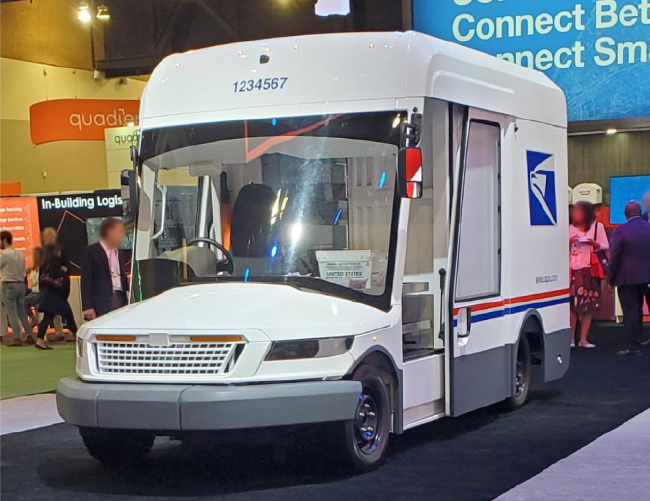
Oshkosh NGDV, das neue Standardfahrzeug des United States Postal Service (USPS)

### Neues Standardmodell NGDV
Da die bisherigen Lieferfahrzeuge bereits über die geplante Einsatzzeit von mehr als 25 Jahren hinaus betrieben wurden, wurde 2017 eine Ausschreibung zur Beschaffung von bis zu 165.000 neuen Postfahrzeugen Durchgeführt. Im Jahr 2021 gewann Oshkosh Corporation, ein auf Militär- und Spezialfahrzeuge spezialisiertes Unternehmen, die Ausschreibung des United States Postal Service für das neue Zustellfahrzeug. Vom Oshkosh Next Generation Delivery Vehicle (NGDV) sollen zwischen 50.000 und 165.000 Stück geliefert werden, mehrheitlich mit Elektroantrieb, der Rest mit verbrauchsarmen Benzinmotoren. Die ersten Fahrzeuge wurden im August 2024 ausgeliefert, die in einer Fabrik in South Carolina hergestellt wurden.